# Pulau Samataha
Pulau Samataha är en ö i Indonesien. Den ligger i den centrala delen av landet, 1 200 km öster om huvudstaden Jakarta.